# Токсоплазма
Токсопла́зма (лат. Toxoplasma) — монотипный род паразитических протистов. Основные хозяева токсоплазм — представители семейства кошачьих. В качестве промежуточных хозяев выступают различные виды теплокровных животных, в том числе и люди. Токсоплазмоз, болезнь, вызываемая токсоплазмой, обычно протекает у человека легко. Однако для плода, в случае, если мать заразилась токсоплазмозом во время беременности, а также для человека или кошки с пониженным иммунитетом эта болезнь может иметь серьёзные последствия, вплоть до летального исхода. Toxoplasma gondii принадлежит к типу Apicomplexa и является единственным описанным видом рода Toxoplasma. Тем не менее высказывалась гипотеза, что на самом деле может существовать несколько видов токсоплазм.

## Жизненный цикл
Жизненный цикл Toxoplasma gondii состоит из двух фаз. Половая часть жизненного цикла проходит только в особях некоторых видов семейства кошачьих (дикие и домашние кошки), которые становятся первичным хозяином паразитов. Бесполая часть жизненного цикла может проходить в любом теплокровном животном, например, в млекопитающих и в птицах. В настоящее время токсоплазма угрожает популяции гавайской казарки (нене): до 48 % птиц в некоторых популяциях может быть заражено этим паразитом, попадающим к ним от одичавших кошек. Около 4 % птиц гибнет непосредственно от этого паразита, у прочих меняется поведение, что приводит к повышенному травматизму.

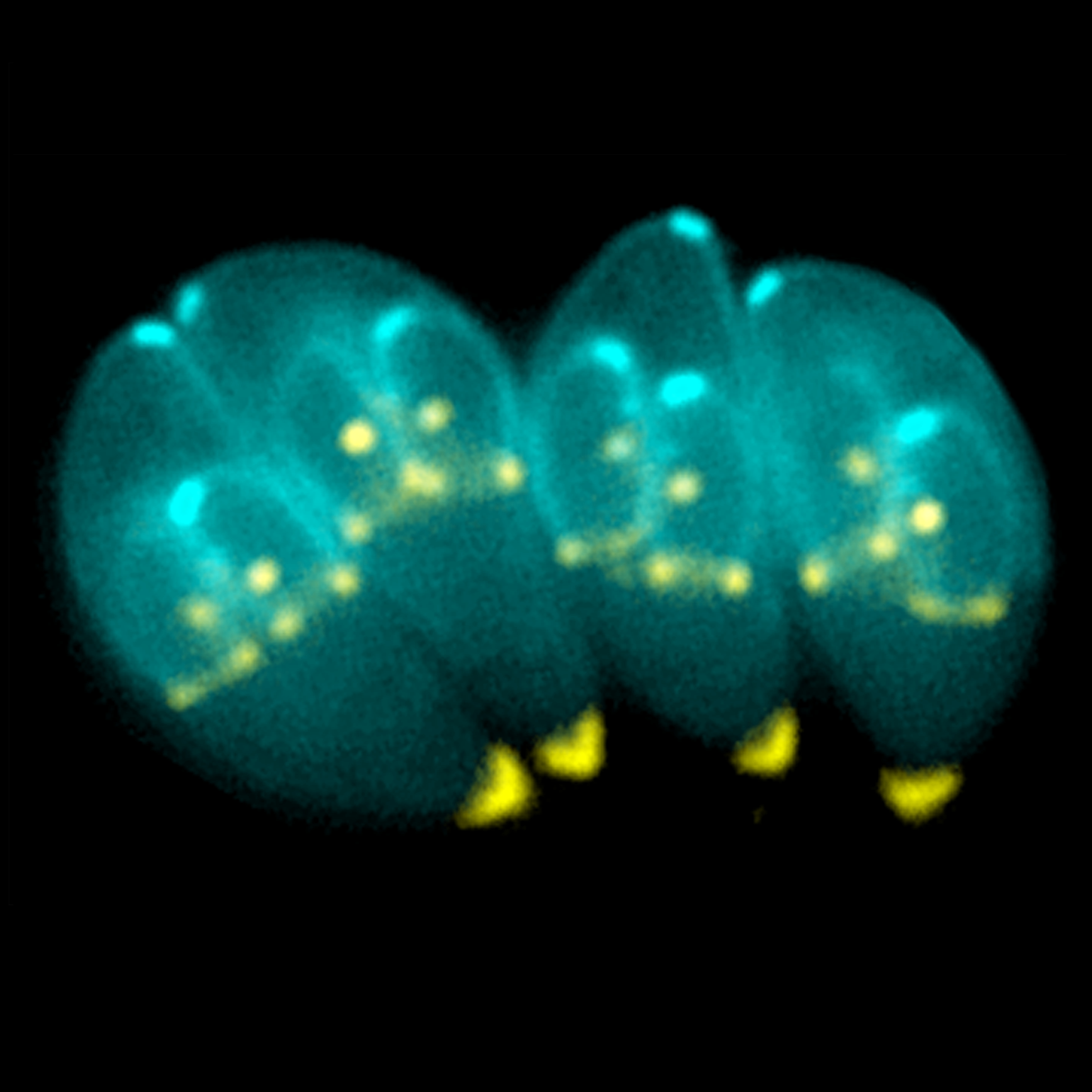
T. gondii при создании дочернего клеточного каркаса в материнской клетке

В этих промежуточных хозяевах паразит вторгается в клетки, формируя так называемые межклеточные паразитофорные вакуоли, содержащие брадизоиты, медленно воспроизводящиеся формы паразита. Вакуоли формируют тканевые цисты, которые могут развиваться во внутренних органах, включая лёгкие, печень и почки, но при этом они более распространены в нервных и мышечных тканях — таких, как мозг, глаз, скелетная и сердечная мышца. Неповреждённые цисты не причиняют вреда и могут оставаться неизменными в течение жизни хозяина. Так как паразит находится внутри клеток, то иммунная система хозяина не обнаруживает эти цисты. Сопротивляемость к антибиотикам различна, но цисты очень трудно вывести из организма полностью. Внутри этих вакуолей T. gondii размножается последовательностью делений на две части до тех пор, пока инфицированная клетка в конце концов не лопается и тахизоиты не выходят наружу. Тахизоиты подвижны и производят новых паразитов своего вида бесполым способом. В отличие от брадизоитов, свободные тахизоиты легко устраняются иммунной системой хозяина, но при этом могут заразить клетки и сформировать брадизоиты, тем самым поддерживая инфекцию. Кошки начинают распространять ооцисты (покрытые плотной оболочкой оплодотворённые яйцеклетки) после проглатывания T. gondii любой из трёх инфекционных стадий — тахизоитов, брадизоитов (из тканевых цист) или спорозоитов (из ооцист).
Тканевые цисты проглатываются кошкой, когда она съедает заражённое животное, например, мышь. Цисты выживают в желудке кошки, и паразиты заражают эпителиальные клетки тонкой кишки, где они приступают к половому размножению и формированию ооцист. Ооцисты выходят наружу с фекалиями. Период и частота распространения ооцист кошками после первоначального заражения варьируются в зависимости от инфекционной стадии паразитов T. gondii, которые были проглочены. Период распространения составляет 3-10 дней после проглатывания брадизоитов (тканевой цисты) и 18 дней и более после проглатывания тахизоитов или ооцист.
Животные и люди проглатывают ооцисты (например, поедая немытые овощи и т. д.) или тканевые цисты (в плохо приготовленном мясе) и заражаются. Паразиты внедряются в макрофаги в кишечном тракте и через кровь распространяются по телу.
Попадание кошачьих испражнений со сточными водами в прибрежные воды Тихоокеанского побережья США привело к сильному инфицированию обитающих там каланов, в результате чего численность популяций калана в Калифорнии с 1995 года за несколько лет сократилась на 10 %.

Структура тахозоита Toxoplasma gondii

Заражение токсоплазмой в острой стадии может быть бессимптомным, но часто вызывает симптомы гриппа на ранних стадиях, и, как и грипп, может привести к смерти в редких случаях. Острая стадия спадает в период от нескольких дней до месяцев, переходя в хроническую стадию. Хроническая инфекция обычно бессимптомна, но у пациентов с иммунодефицитом (пациентов, заражённых ВИЧ или получающих иммуноподавляющую терапию, например, после пересадки органов) может развиваться токсоплазмоз. Наиболее частым проявлением токсоплазмоза у иммуноослабленных пациентов является токсоплазмозный энцефалит, который может привести к смерти. Если заражение T. gondii возникает впервые во время беременности, то паразит может проникнуть через плаценту, заразить плод, что может привести к гидроцефалии, внутричерепному обызвествлению (отложение солей кальция в тканях), хориоретиниту, а также к самопроизвольному аборту или внутриутробной смерти.

## Эпидемиология
Инфекция у людей чаще всего является результатом проглатывания тканевых цист (брадизоитов), содержащихся в сыром или недостаточно приготовленном мясе, поскольку T. gondii распространён у многих используемых в пищу животных, включая овец, свиней и кроликов. Тканевые цисты (брадизоиты) могут жить в тканях животных в течение многих лет .
Культурные привычки также могут влиять на приобретение инфекции T. gondii: например, во Франции распространённость антител к T. gondii у людей очень высока. В Париже 84 % беременных женщин имеют антитела к T. gondii, 32 % в Нью-Йорке и 22 % в Лондоне. Высокая распространённость инфекции T. gondii у людей во Франции может быть связана с привычкой употреблять в пищу блюда с сырым мясом. Высокая распространённость инфекции в Центральной и Южной Америке, возможно, связана с высоким уровнем распространения в окружающей среде ооцист. Следует отметить, что в настоящее время нет тестов, позволяющих отличить инфекцию, приобретённую из-за употребления в пищу мяса с недостаточной термической обработкой или из-за заражения окружающей среды (вода, овощи и фрукты и т. д.) ооцистами.

## Изменение поведения хозяина
Было доказано, что паразит может влиять на поведение хозяина: заражённые крысы и мыши меньше боятся кошек; замечены факты того, что заражённые крысы сами ищут места, где мочилась кошка. Этот эффект благоприятен для паразита, который сможет размножаться половым способом, если его хозяин будет съеден кошкой.  Токсоплазма меняет у грызунов их врожденную реакцию на запах феромонов кошачьих, которая в здоровом состоянии проявляется боязнью и избеганием, а у заражённых наоборот - влечет их, при этом в остальном в поведении грызунов ничего не меняется

### Изменения личности человека
Проводя биологические параллели между мышами и людьми, можно предположить, что поведение человека тоже меняется в некоторых случаях. Фактически наблюдаются взаимосвязи между скрытым заражением токсоплазмой и некоторыми из следующих характеристик:
- повышение склонности к риску,
- снижение скорости реакции,
- бо́льшая вероятность попасть в аварию,
- чувство ненадёжности, тревоги и самосомнения,
- невротизм,
- среди мужчин наблюдался меньший интерес к новизне,
- среди женщин наблюдалась бо́льшая откровенность и чистосердечность.

В популяциях, где этот паразит очень распространён, массовые личностные изменения могут приводить к изменениям в их культуре. [Вариации в распространённости Toxoplasma gondii] могут объяснить реально существующие пропорции в различиях среди человеческих популяций, которые мы можем наблюдать с точки зрения культуры: эго, деньги, материальная собственность, работа и законы.
— Kevin Lafferty, Cat parasite may affect cultural traits in human populations

### Роль токсоплазмы в шизофрении
Существует несколько независимых наблюдений, подтверждающих роль заражения токсоплазмой в случаях проявления шизофрении и паранойи:
- Острая инфекция токсоплазмы иногда ведёт к психотическим симптомам, не отличающимся от шизофрении.
- Некоторые антипсихотические медицинские препараты, используемые для лечения шизофрении (например, галоперидол), также останавливают развитие токсоплазмы в клеточных культурах.
- Несколько исследований нашли значительно повышенные уровни антител к токсоплазме у пациентов, больных шизофренией, по сравнению со всем остальным населением[13].
- Заражение токсоплазмой ведёт к повреждению астроцитов в головном мозге, точно такие же повреждения астроцитов наблюдаются при шизофрении.

Активным исследователем роли токсоплазмы и других инфекций при шизофрении является американский психиатр Фуллер Тори.

## Распространённость заболевания у людей
Инфекция T. gondii у людей широко распространена и встречается во всём мире. Уровень инфекционной заболеваемости у людей и других животных отличается от одного географического района страны к другому. Условия окружающей среды, культурные привычки людей и фауна животных являются некоторыми из факторов, которые могут определять уровень инфекции, которая более распространена в жарких и влажных районах, чем в сухом и холодном климате. Лишь небольшая часть (менее 1 процента) людей заражается внутри утробы матери.
У 33,1 % жителей США старше 12 лет были найдены специфичные для токсоплазмы антитела IgG, указывающие на то, что они были когда-либо заражены токсоплазмой (данные из исследований 1999—2000 годов).
Предполагают, что во всём мире до 65 % всего человечества заражено паразитами Toxoplasma gondii. Но при этом процент заражения сильно различается в разных странах, от 22 % в Великобритании до более 88 % (или 45 %, в зависимости от исследования) во Франции, при этом в Южной Корее уровень заражения лишь 4,3 %, а в Бразилии — свыше 66,9 %.
В России, согласно мнениям специалистов, токсоплазмозом в хронической форме течения болезни заражены около 30 % населения.

## Лабораторная диагностика
- паразитологический метод — обнаружение паразита в центрифугате (супернатанте) сыворотки крови, пунктате (тканях, взятых при медицинской процедуре, называемой пункцией) спинномозговой жидкости, биоптатах (тканях организма, взятых при биопсии) плаценты и лимфоузлов.
- ксенодиагностика — введение исследуемой пробы мышам. После введения инокулята (суспензии живых клеток для получения новой культуры микроорганизма) мышам в их перитонеальном экссудате обнаруживаются тахизоиты спустя 1 — 2 недели, а в их мозге — цистозоиты (брадизоиты) спустя 2 месяца.
- иммунодиагностика, основанная на определении антител класс IgA, IgE и т. д.
- молекулярно-генетический метод (ПЦР)

## В культуре
- У американского писателя фантаста Уильяма Слитора (англ. William Sleator) упоминается версия об иноземном происхождении Toxoplasma gondii.
- В фильме «На игле» персонаж умирает от токсоплазмоза на фоне ВИЧ.
- В книге Чака Паланика «Сочини что-нибудь», в рассказе «Феникс» ребёнок родился слепым после заражения беременной матери.
- В российском сериале "Гранд", в 5 сезоне 19 серии у владельца отеля Льва Федотова нашли токсоплазмоз. Были упомянуты различные случаи проявления пациентом агрессии, расточительства, любви к спорам.
- В книге Ю Несбё «Blodmåne» («Кровавая луна») убийца  заражает жертв мутацией Toxoplasma gondii, которая заставляет жертв чувствовать неконтролируемое сексуальное влечение к первому хозяину вируса, то есть, к убийце.